# Depressariidae
Famille
Les Depressariidae sont une famille de lépidoptères (papillons) de la super-famille des Gelechioidea.

## Liste des sous-familles
Selon Heikkilä et al., 2014 :
- Acriinae Kuznetsov & Stekolnikov, 1984
- Aeolanthinae Kuznetsov & Stekolnikov, 1984
- Cryptolechiinae Meyrick, 1883
- Depressariinae Meyrick, 1883
- Ethmiinae Busck, 1909
- Hypercalliinae Leraut, 1993
- Hypertrophinae Fletcher, 1929
- Oditinae Lvovsky, 1996
- Peleopodinae Hodges, 1974
- Stenomatinae Meyrick, 1906